# زلاتکو وویوویچ
زلاتکو وویوویچ (کرواتی: Zlatko Vujović؛ زادهٔ ۲۶ اوت ۱۹۵۸) یک بازیکن فوتبال اهل کرواسی-بوسنی و هرزگوین است.
از باشگاه‌هایی که در آن بازی کرده‌است می‌توان به سوشو ، هایدوک اسپلیت، بوردو، نیس، و پاری سن ژرمن اشاره کرد.
وی همچنین در تیم ملی فوتبال یوگسلاوی بازی کرده‌است.